# Girl from the North Country
«Girl from the North Country» es una canción escrita por Bob Dylan. Fue publicada en 1963 siendo la segunda canción del segundo álbum de estudio de Bob Dylan, The Freewheelin' Bob Dylan. Más tarde fue regrabada como un dúo con Johnny Cash. Esta grabación se convirtió en la primera pista en Nashville Skyline, su noveno álbum de estudio. Aparece en el álbum Real Live y The 30th Anniversary Concert Celebration.

## Origen de la canción
La canción fue escrita después de su primer viaje a Inglaterra en diciembre de 1962, para finalizar su segundo álbum. La canción es un homenaje a una exnovia, Echo Helstrom a la que Dylan conoció antes de partir hacia Nueva York. Dylan fue de Inglaterra a Italia para buscar a su entonces novia, Suze Rotolo. Sin saberlo Dylan, Rotolo ya había regresado a los Estados Unidos, y casi al mismo tiempo que Dylan llegó a Italia. Fue aquí cuando terminó la canción, inspirado por el aparente final de su relación con Rotolo. A su regreso a Nueva York a mediados de enero, convenció a Rotolo para volver juntos, y para regresar a su apartamento en 4th Street. Suze Rotolo es la mujer que figura en la cubierta del álbum, caminando abrazada con Dylan en la calle Jones, no muy lejos de su apartamento. 
En Londres, Dylan se reunió con varias figuras de la escena folk local, incluido el británico Martin Carthy. "Yo me encontré con algunas personas en Inglaterra que conocían muy bien las canciones inglesas tradicionales", recuerda Dylan en 1984. "Martin Carthy es increíble. Aprendí un montón de cosas de Martin." Carthy enseñó a Dylan un gran repertorio de baladas tradicionales inglesas, incluida la versión de Carthy de "Scarborough Fair," en la que Dylan se inspiró para la melodía y la letra de "Girl from the North Country," incluyendo los versos "Dale recuerdos a alguien que vive allí, ella una vez fue mi amor verdadero ". Cabe señalar que musicalmente esta canción es casi idéntica a su composición Boots of Spanish Leather, compuesta y grabada un año más tarde para 'The Times They Are a-Changin'.

## Versiones
- Joe Cocker versionó la canción en 1970 en su álbum en directoMad Dogs and the Englishmen.

- Rod Stewart también interpreta esta canción en su álbum Smiler .

- La canción "North Country Girl" de Pete Townshend es otra versión de la tradicional canción en la que Dylan se basó, aunque de una forma más orientada hacia el pop. También ha realizado versiones en vivo de la canción más similares a la original de Dylan.

- The Secret Machines, tienen una versión de la canción, que suele ser interpretada durante sus giras

- Sam Bush también registró una versión de esta canción en su álbum en directo,Peaks of the Telluride.

- Eels realizan una versión ralentizada, en directo, y acústica en Eels with Strings: Live at Town Hall.

- The Black Crowes a menudo interpretan esta canción durante sus actuaciones en directo.

- The Vasco Era han abierto actuaciones en directo con su versión de esta canción.

- Altan realiza esta canción en su álbumAnother Sky

- Railroad Earth realizó una versión en vivo de esta canción el 29 de septiembre de 2007 en el Teatro gótico de Denver, Colorado.

- Susan Herndon, grabó la canción con letra en francés en 2007 en su álbum 1.000 Pies

- Neil Young, esta versión esta introducida en el álbum "A Letter Home" (2014)
- Existe una versión en Internet que es una colaboración entre M. Ward, Conor Oberst, y Jim James.

- Robert Plant & the Strange Sensation realizan una versión del tema en vivo, lo cual fue recogido en el DVD "Robert Plant & the Strange Sensation" de 2006

- El grupo Lions realizó una versión del tema para la serie de televisión Sons of Anarchy, esta versión está incluida en el CD con la banda sonora de dicha serie lanzado en 2011

- Eddie Vedder interpretó una versión del tema en su DVD en vivo Water On The Road de 2011

## Letra
```
Bueno, si vas a viajar a la feria del nórdico país, 
Donde los vientos azotan la frontera, 
Dale recuerdos a alguien que vive allí. 
Ella una vez fue mi amor verdadero.

Bueno, si te vas cuando caen los copos de nieve, 
Cuando los ríos se congelan y termina el verano, 
Por favor, comprueba que lleva un abrigo tan caliente, 
Como para protegerse del fuerte viento

Por favor, mira si su pelo es largo, 
Si rueda y fluye por sus senos 
Por favor, mira si su pelo es largo, 
Así es como mejor la recuerdo. 

Estoy pensando si ella me recuerda en absoluto. 
Muchas veces rezo a menudo 
En la oscuridad de mi noche, 
En el brillo de mi día. 

Así que si vas a viajar a la feria del nórdico país, 
Donde los vientos azotan la frontera, 
Dale recuerdos a alguien que vive allí. 
Ella una vez fue mi amor verdadero.
```